# Cercle Lutetia
Le cercle Lutetia (ou Comité pour la préparation d'un front populaire allemand) est un comité qui a réuni différents courants politiques antifascistes allemands en 1935 et 1936. Ce comité de résistants au nazisme se réunissait en exil à l'hôtel Lutetia à Paris.

## Contexte
Pendant la République de Weimar, les principaux partis et syndicats de gauche allemands ont milité pour un front unique contre le fascisme naissant. Néanmoins, la thèse du « social-fascisme » un temps portée par le Parti communiste d'Allemagne (KPD) ainsi que l'anticommunisme du Parti social-démocrate d'Allemagne (SPD) ont été des facteurs qui ont retardé l'unité d'action. 
C'est au VIIe Congrès mondial de l'Internationale communiste (discours de Georgi Dimitrov) et lors de la Conférence de Bruxelles du KPD en 1935, qu'ont été exposées les raisons de l'échec de la lutte contre Hitler. Une stratégie de lutte pour un front populaire antifasciste a alors été élaborée. 

## Rencontres du Cercle Lutetia
En septembre 1935, Willi Münzenberg réussit pour la première fois à réunir 51 opposants à Hitler, communistes, social-démocrates et bourgeois, à l'hôtel Lutetia, boulevard Raspail à Paris. Plus tard, le Cercle Lutetia a formulé une déclaration de protestation contre l'élimination du KPD et la condamnation en décembre 1935 de Rudolf Claus permanent du Secours rouge allemand. Cette déclaration a été signée conjointement par les communistes et les sociaux-démocrates. 
Le 1er février 1936, des représentants des partis ouvriers (KPD, SPD, Parti socialiste ouvrier d'Allemagne (SAPD) ainsi que la fraction d'opposition du SPD qui se nommait "Socialistes révolutionnaires d'Allemagne") se sont réunis pour préparer une réunion plénière le lendemain. Münzenberg militait pour un Front populaire fondé sur une totale liberté d'opinion et de conscience. Il a souligné le fourvoiement de la politique des communistes et préconisé une politique d'alliance. Herbert Wehner, alors candidat du bureau politique du KPD, a condamné les déclarations de Münzenberg, les qualifiant d'« absence de principes opportuniste. » 
C'est le 2 février 1936, à l'invitation de l'écrivain Heinrich Mann et de Max Braun, permanent du SPD en Sarre, que s'est réunie la première conférence pour un Front populaire à l'hôtel Lutetia. 118 participants étaient présents. À la table des négociations, le KPD formait le groupe le plus important avec 23 participants. Outre Münzenberg, il comptait notamment des membres du bureau politique, (Franz Dahlem et Philipp Dengel), ainsi que Wilhelm Koenen, Peter Maslowski, Hermann Matern et le rédacteur en chef de Die Rote Fahne, Alexander Abusch. Le SPD n'avait pas de délégation officielle. Néanmoins, parmi les 20 sociaux-démocrates, des personnalités telles que Rudolf Breitscheid, Albert Grzesinski, Erich Kuttner et Kurt Lowenstein étaient présentes, sans représenter officiellement leur parti. Plusieurs groupes socialistes plus petits, tels que le SAP (dirigé en exil entre autres par Jacob Walcher et Willy Brandt), les Socialistes révolutionnaires allemands et la Ligue internationale de combat socialiste étaient représentés avec huit participants (notamment Willi Eichler). Les groupes civiques avaient 37 représentants et les catholiques quatre. De plus, de nombreux écrivains et intellectuels, dont Heinrich et Klaus Mann, Lion Feuchtwanger, Ernst Toller, Ludwig Marcuse, Emil Ludwig et Leopold Schwarzschild étaient présents.

## Activités
Un Appel à toutes les personnes de bonne volonté a été lancé pour la libération des adversaires de Hitler des prisons fascistes. La création d'un comité mixte de réfugiés a été décidée sous la présidence de l'ancien ministre de l'Intérieur social-démocrate prussien, Albert Grzesinski, et de comités de secours à Strasbourg et à Amsterdam. À partir de mars 1936, Heinrich Mann, Rudolf Breitscheid, Max Braun et Bruno Frei publient la revue Deutsche Informationen contenant des informations sur la terreur fasciste et les préparatifs de guerre du régime hitlérien. 
Alors que les représentants de la bourgeoisie réclamaient un programme gouvernemental à appliquer après la chute d'Hitler, Franz Dahlem a souligné qu'il s'agissait de se préoccuper du présent. Un comité présidé par Heinrich Mann avec Münzenberg, Breitscheid et le journaliste Georg Bernhard a été formé pour développer une plate-forme rassemblant tous les groupes d'opposition. Dans une adresse au peuple allemand, la conférence de Paris a appelé les différents partis et groupes à s'unir, dans le respect de leurs objectifs respectifs, pour la restauration des droits de l'homme les plus fondamentaux. 
Le débat sur le programme, qui a duré jusqu'en décembre 1936, a souffert du manque de volonté de compromis de toutes les parties. Finalement, un Appel au peuple allemand, a été signé le 19 décembre 1936 et adopté le 21 décembre 1936. Il évitait les définitions concrètes et décrivait trop brièvement les objectifs du Front populaire. Néanmoins, cet appel a été signé par plus de 70 personnes, dont Lion Feuchtwanger, Klaus Mann, Ernst Toller, Ernst Bloch, Rudolf Breitscheid et Willy Brandt. 
Le Front populaire a également publié diverses déclarations de protestation, plusieurs brochures et a activement encouragé le volontariat sur le front de la guerre civile espagnole. Les écrits ont été diffusés dans plus de 100 rédactions étrangères, notamment dans Deutsche Informationen ainsi que sur la radio du KPD en Espagne (Deutschen Freiheitssender 29,8 ). 

## Dissolution
Ce comité, appelé plus tard Comité pour la préparation d'un front populaire allemand, a buté tout au long de l'année 1936 sur des questions de programme et d'organisation. Les comptes-rendus des réunions à l'hôtel Lutetia étaient remplis de constats contradictoires. Les procès de Moscou ont en outre empoisonné de manière irréversible le climat des négociations à Paris. La réunion des 10 et 11 avril 1937 a été la dernière. Plus aucune entente n'était possible. 
Après l'occupation de la France qui a entraîné leur fuite, quelques membres du Cercle Lutetia ont continué à militer dans de nouvelles organisations politiques pour un front unique. Ainsi le Council for a Democratic Germany (Conseil pour une Allemagne démocratique) a été fondé en 1944 à New York. 
L'émigration allemande n'était pas massive. Principalement composé d'intellectuels, le mouvement pour un Front populaire allemand n'a pas réussi à représenter le peuple, même de manière approximative. « Les sociaux-démocrates et les communistes, tous les deux avalés par la récupération bourgeoise, se sont déchirés quant à leur influence sur les plus pauvres - même s'ils avaient parlé auparavant d'une même voix », écrira plus tard Heinrich Mann dans son autobiographie. 